# Echium spurium
Echium spurium är en strävbladig växtart som beskrevs av Michele Lojacono-Pojero. Echium spurium ingår i släktet snokörter, och familjen strävbladiga växter. Inga underarter finns listade i Catalogue of Life.